# Codi ATC S01
El  codi ATC S01, descrit com Oftalmològics, és una subgrup terapèutic de l'Anatomical, Therapeutic, Chemical Classification System (ATC). La classificació ATC és un sistema de codis alfanumèric desenvolupat per l'Organització Mundial de la Salut (OMS) per als fàrmacs i altres productes sanitaris. El subgrup S01 és part del grup anatòmic S Òrgans dels sentits.

Els codis per a ús veterinari (codis ATCvet) poden han estat creats afegint la lletra Q davant dels codis ATC humans: QS01... 
Les adaptacions estatals de la classificació ATC poden incloure codis addicionals no presents en aquesta llista, que segueix la versió de l'OMS.

## S01AAntiinfecciosos
S01A A Antibiòtics
S01A B Sulfonamides
S01A D Antivirals
S01A X Altres antiinfecciosos

## S01B Agents antiinflamatoris
S01B A Corticosteroides, monofàrmacs
S01B B Corticosteroides i midriàtics en combinació
S01B C Agents antiinflamatoris no esteroidals

## S01C Agents antiinflamatoris i antiinfecciosos en combinació
S01C A Corticosteroides i antiinfecciosos en combinació
S01C B Corticosteroides, antiinfecciosos i midriàtics en combinació
S01C C Agents antiinflamatoris no esteroidals i antiinfecciosos en combinació

## S01E Preparats contra elglaucomai miòtics
S01E A Simpaticomimètics en la teràpia del glaucoma
S01E B Parasimpaticomimètics
S01E C Inhibidors de l'anhidrasa carbònica
S01E D Agents betabloquejadors
S01E X Altres preparats contra el glaucoma

## S01F Midriàtics icicloplègics
S01F A Anticolinèrgics
S01F B Simpaticomimètics, excl. preparats contra el glaucoma

## S01GDescongestiusiantial·lèrgics
S01G A Simpaticomimètics usats com a descongestius
S01G X Altres antial·lèrgics

## S01HAnestèsicslocals
S01H A Anestèsics locals

## S01J Agents de diagnòstic
S01J A Agents colorants
S01J X Altres agents usats en diagnòstic oftalmològic

## S01K Auxiliars encirurgiaocular
S01K A Substàncies viscosoelàstiques
S01K X Altres auxiliars en cirurgia

## S01X Altres oftalmològics
S01X A Altres oftalmològics